# Cavallino-Treporti
Cavallino-Treporti est une commune de la ville métropolitaine de Venise dans la région Vénétie en Italie.

## Géographie
Le territoire de la commune est constitué d’une péninsule ou cordon littoral qui sépare la lagune de Venise de la mer Adriatique. Le fleuve Sile, qui emprunte l’ancien cours du Piave, la sépare au nord-est du territoire communal de Jesolo.
La péninsule est traversée sur toute sa longueur par le canal Pordelio qui, vers l’ouest, se divise en deux autres canaux (Portosecco et Saccagnana) ; tous les trois sont navigables. À l’est, le canal Pordelio est relié au fleuve Sile par le canal Casson, dont la confluence dans le fleuve est régulée par un barrage artificiel.

## Le territoire

### Géophysique
La formation du cordon littoral est dû aux alluvions apportées, au cours des millénaires, par les fleuves Piave et Sile depuis les Dolomites et la réaction des marées. Les sables amenés de ces montagnes aux roches multicolores (rouge, blanche et dorée) ont créé une magnifique plage longue de 15 km, de l’embouchure du Sile jusqu’à Punta Sabbioni.

### Accès
On y accède par la route en passant par Jesolo, et en bateau depuis Venise (à 35 min) ou des îles voisines de Murano, Burano et Torcello, ou de la mer, par les ports de Punta Sabbioni et Treporti

### Attraits touristiques
Des chemins cyclables, piétonniers ou maritimes (barques) permettent de sillonner les marais et les zones de pêche entre la lagune et la mer.

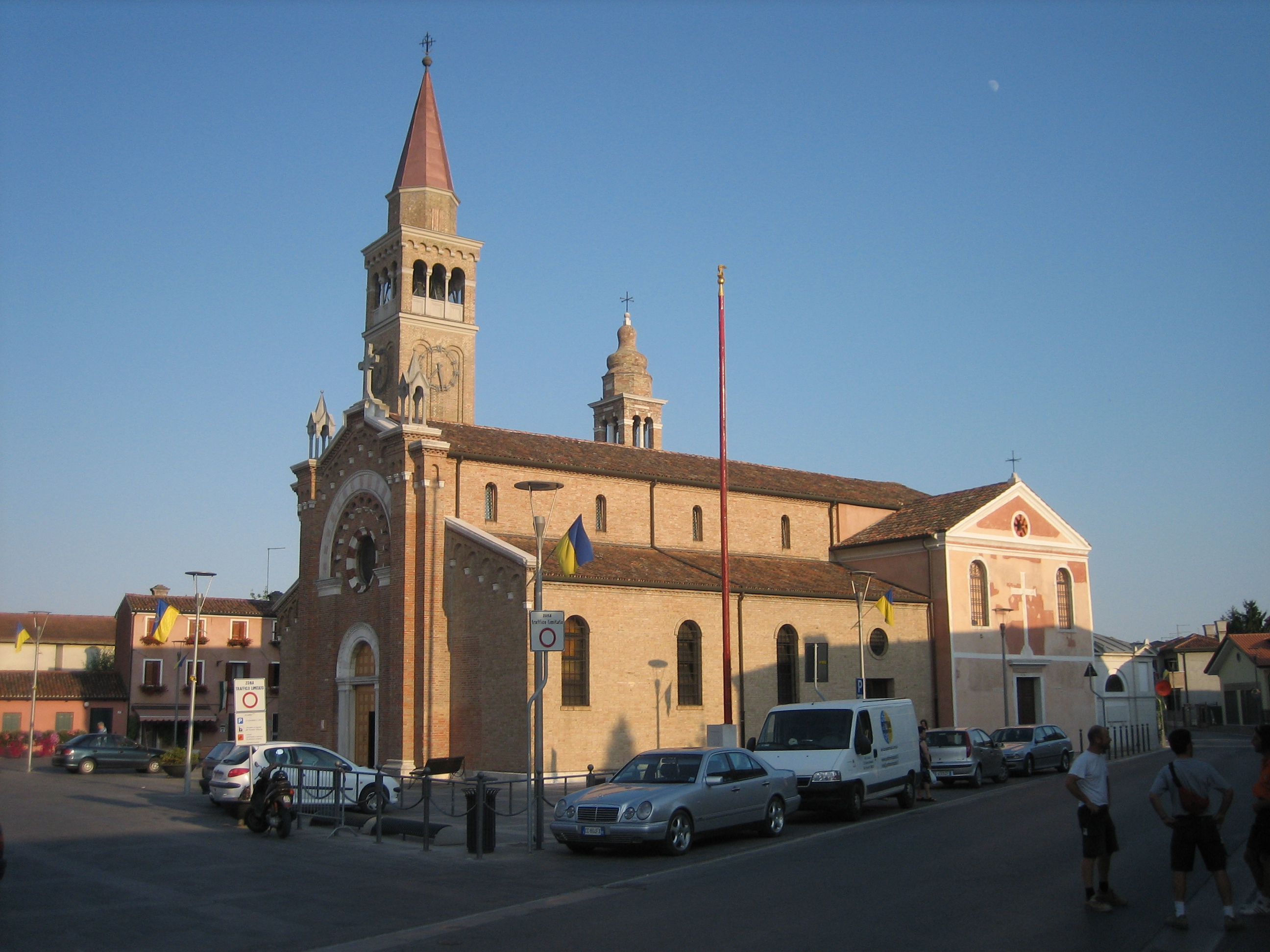
L'église de Treporti

## Économie
L’économie de la commune est essentiellement tournée vers le tourisme; avec environ 5 millions de visiteurs annuel, 30 villages-campings de vacances et 15 km de plage de sable fin. En périodes estivales, c’est le point de départ  d’un flot de touristes vers la cité de Venise et les autres îles de la lagune. La majorité des touristes viennent des pays du nord de l’Europe : Allemagne, Autriche et Danemark.
La partie interne du territoire, par rapport à la mer, est consacrée à l’agriculture intensive. Les établissements agricoles sont de dimensions modestes avec une main-d’œuvre familiale ; mais la spécialisation et l’horticulture en serres donnent un rendement élevé et des produits de haute qualité que l’on retrouve sur les marchés de Vénétie et du nord de l’Italie.

## Événement commémoratif

### Le Palio Remiero
C’est un des événements les plus importants de l’année, qui se déroule le deuxième dimanche de juin et qui donne lieu à une spectaculaire lutte à coups de rames sur le canal Caorline. Le Palio met en concurrence les 12 quartiers (Contrade) qui subdivisent le territoire (Faro Piave Vecchia, Cavallino, Ca' di Valle, Ca' Ballarin, Ca' Vio, Ca' Pasquali, Ca' Savio, Punta Sabbioni, Treporti, Saccagnana, Mesole e Lio Piccolo), qui se défient dans une des compétitions les plus prisées, la navigation à rames.

## Administration
Ratifiée par référendum, la commune de Cavallino-Treporti a été instituée en 1999 par une loi régionale et séparée de la commune de Venise. Le siège de la commune est Cà Savio, centre le plus peuplé.
| Période                                  | Période  | Identité      | Étiquette     | Qualité |
| ---------------------------------------- | -------- | ------------- | ------------- | ------- |
| 5 avril 2005                             | En cours | Erminio Vanin | Centro-Destra |         |
| Les données manquantes sont à compléter. |          |               |               |         |

### Hameaux
Cavallino, Treporti, Ca' Savio, Ca' Ballarin, Lio Piccolo, Punta Sabbioni, Saccagnana, Ca' di Valle, Ca' Pasquali, Ca' Vio, Mesole

### Communes limitrophes
Jesolo, Venise